# Sváb körzet

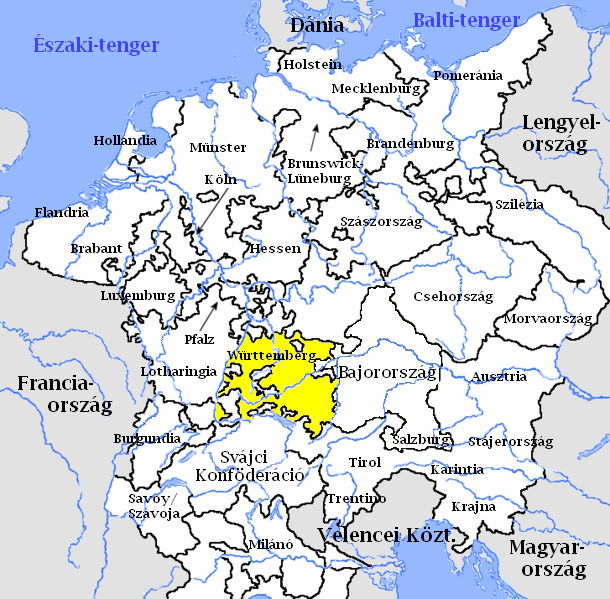
A Sváb körzet térképe

A Sváb körzet (németül: Schwäbischer Reichskreis) a Német-római Birodalom egyik körzete, amelyet I. Miksa császár reformtervei alapján alkottak meg 1500-ban. Mint minden birodalmi körzetnek, a Sváb körzetnek is védelmi, adóbeszedési feladatai voltak. Emellett a birodalmi gyűlésre is ez alapján hívták be a résztvevőket.

## A Sváb körzet államai
A Sváb körzetet valójában számos kicsi államból állt, és szinte kizárólag a Württembergi Hercegség, és az Augsburgi Püspökség rendelkezett némi jelentőséggel. 
| Név                      | Uralom típusa          | Megjegyzés                                                       |
| ------------------------ | ---------------------- | ---------------------------------------------------------------- |
| Aalen                    | szabad birodalmi város |                                                                  |
| Augsburg                 | püspökség              |                                                                  |
| Augsburg                 | szabad birodalmi város |                                                                  |
| Aulendorf                | uradalom               |                                                                  |
| Baar                     | tartománygrófság       |                                                                  |
| Baden                    | Őrgrófság              |                                                                  |
| Baden-Baden              | Őrgrófság              |                                                                  |
| Baden-Durlach            | Őrgrófság              |                                                                  |
| Baden-Hochberg           | Őrgrófság              |                                                                  |
| Baindt                   | Apátság                |                                                                  |
| Biberach an der Riss     | szabad birodalmi város |                                                                  |
| Bonndorf                 | Grófság                |                                                                  |
| Bopfingen                | szabad birodalmi város |                                                                  |
| Buchau                   | Apátság                |                                                                  |
| Buchau                   | szabad birodalmi város |                                                                  |
| Buchhorn                 | szabad birodalmi város |                                                                  |
| Constance                | Püspökség              |                                                                  |
| Dinkelsbühl              | szabad birodalmi város |                                                                  |
| Eberstein                | Grófság                |                                                                  |
| Eglingen                 | Uradalom               |                                                                  |
| Eglofs                   | Uradalom               |                                                                  |
| Elchingen                | Apátság                |                                                                  |
| Ellwangen                | Polgármesterség        |                                                                  |
| Esslingen am Neckar      | szabad birodalmi város |                                                                  |
| Fugger                   | bárók                  |                                                                  |
| Gengenbach               | Apátság                |                                                                  |
| Gengenbach               | szabad birodalmi város |                                                                  |
| Giengen an der Brenz     | szabad birodalmi város |                                                                  |
| Gryeshaber               | Grófság                |                                                                  |
| Gundelfingen             | Uradalom               |                                                                  |
| Gutenzell                | Apátság                |                                                                  |
| Hachberg                 | Őrgrófság              |                                                                  |
| Hausen                   | Uradalom               |                                                                  |
| Heggbach                 | Apátság                |                                                                  |
| Heilbronn                | szabad birodalmi város |                                                                  |
| Heiligenberg             | Grófság                |                                                                  |
| Hohenems                 | Grófság                |                                                                  |
| Hohengeroldsegg          | Grófság                |                                                                  |
| Hohenhöwen               | Uradalom               |                                                                  |
| Hohenzollern-Hechingen   | Grófság                |                                                                  |
| Hohenzollern-Sigmaringen | Grófság                |                                                                  |
| Irsee                    | Apátság                |                                                                  |
| Isny im Allgäu           | szabad birodalmi város |                                                                  |
| Justingen                | Grófság                |                                                                  |
| Kaisheim (Kaisersheim)   | Apátság                |                                                                  |
| Kaufbeuren               | szabad birodalmi város |                                                                  |
| Kempten                  | Apátság                |                                                                  |
| Kempten im Allgäu        | szabad birodalmi város |                                                                  |
| Kinzigtal                | Uradalom               |                                                                  |
| Klettgau                 | Tartománygrófság       |                                                                  |
| Königsegg                | Grófság                |                                                                  |
| Leutkirch im Allgäu      | szabad birodalmi város |                                                                  |
| Liechtenstein            | Hercegség              |                                                                  |
| Lindau                   | Apátság                |                                                                  |
| Lindau                   | szabad birodalmi város |                                                                  |
| Mainau                   | Kommende               | A Német Lovagrend különböző birtokainak összességét nevezték így |
| Marchtal                 | Apátság                |                                                                  |
| Memmingen                | szabad birodalmi város |                                                                  |
| Meßkirch                 | Uradalom               |                                                                  |
| Mindelheim és Schwabegg  | Uradalom               |                                                                  |
| Neresheim                | Apátság                |                                                                  |
| Nördlingen               | szabad birodalmi város |                                                                  |
| Ochsenhausen             | Apátság                |                                                                  |
| Offenburg                | szabad birodalmi város |                                                                  |
| Öttingen                 | Grófság                |                                                                  |
| Öttingen-Baldern         | Grófság                |                                                                  |
| Öttingen-Öttingen        | Grófság                |                                                                  |
| Öttingen-Wallerstein     | Grófság                |                                                                  |
| Petershausen             | Apátság                |                                                                  |
| Pfullendorf              | szabad birodalmi város |                                                                  |
| Ravensburg               | szabad birodalmi város |                                                                  |
| Reutlingen               | szabad birodalmi város |                                                                  |
| Roggenburg               | Apátság                |                                                                  |
| Rot                      | Apátság                |                                                                  |
| Rothenfels               | Grófság                |                                                                  |
| Rottenmünster            | Apátság                |                                                                  |
| Rottweil                 | szabad birodalmi város |                                                                  |
| Salmansweiler            | Apátság                |                                                                  |
| Schussenried             | Apátság                |                                                                  |
| Schwäbisch Gmünd         | szabad birodalmi város |                                                                  |
| Schwäbisch Hall          | szabad birodalmi város |                                                                  |
| Sickingen                | Grófság                |                                                                  |
| Söfflingen               | Apátság                |                                                                  |
| St Georg in Isny         | Apátság                |                                                                  |
| Stauffen                 | Uradalom               |                                                                  |
| Stühlingen               | Tartománygrófság       |                                                                  |
| Tannhausen               | Uradalom               |                                                                  |
| Teck                     | Hercegség              |                                                                  |
| Tettnang és Argen        | Uradalom               |                                                                  |
| Thannhausen              | Uradalom               |                                                                  |
| Thengen                  | Grófság                |                                                                  |
| Überlingen               | szabad birodalmi város |                                                                  |
| Ulm                      | szabad birodalmi város |                                                                  |
| Ursberg                  | Apátság                |                                                                  |
| Waldburg-Scheer-Scheer   | Főintézőség            |                                                                  |
| Waldburg-Wolfegg-Waldsee | Főintézőség            |                                                                  |
| Waldburg-Wolfegg-Wolfegg | Főintézőség            |                                                                  |
| Waldburg-Zeil-Trachburg  | Főintézőség            |                                                                  |
| Waldburg-Zeil-Wurzach    | Főintézőség            |                                                                  |
| Waldburg-Zeil-Zeil       | Főintézőség            |                                                                  |
| Wangen im Allgäu         | szabad birodalmi város |                                                                  |
| Weil der Stadt           | szabad birodalmi város |                                                                  |
| Weingarten               | Apátság                |                                                                  |
| Weißenau                 | Apátság                |                                                                  |
| Wettenhausen             | Polgármesterség        |                                                                  |
| Wiesensteig              | Uradalom               |                                                                  |
| Wimpfen                  | szabad birodalmi város |                                                                  |
| Württemberg              | Hercegség              |                                                                  |
| Zell am Harmersbach      | szabad birodalmi város |                                                                  |
| Zwiefalten               | Apátság                |                                                                  |